# Istoria Suediei (1523–1611)
Începuturile perioadei Vasa constituie o perioadă care, în istoria suedeză și finlandeză, a durat între 1523–1611. A început cu recucerirea Stockholmului de către Gustav Vasa și oamenii lui de la danezi în 1523, acțiune declanșată de evenimentul cunoscut sub numele de Baia de Sânge de la Stockholm din 1520, după care a fost urmată de retragerea Suediei din Uniunea de la Kalmar și a continuat cu domnia fiilor lui Gustav, Eric al XIV-lea , Ioan al III-lea, Sigismund (fiul lui Ioan), și cel mai tânăr fiu al lui Gustav, Carol al IX-lea. Epoca a fost urmată de o perioadă denumită în mod obișnuit Imperiul Suedez, sau Stormaktstiden în suedeză, ceea ce înseamnă „Epoca de Mare Putere”. 
Domnia lui Gustav a fost marcată de reforme politice și religioase interne, inclusiv Reforma protestantă, în care el s-a convertit la protestantism, a confiscat proprietatea și averile Bisericii Catolice și a unificat provinciile. La moartea lui Gustav în 1560, el a fost urmat de fiul său mai mare Eric. Eric era inteligent și priceput, dar era în continuă tensiune cu fratele său și cu alți nobili. El s-a angajat în război împotriva Danemarcei, Rusiei și Poloniei, dar a suferit perioade de nebunie în 1567. În 1568 a fost detronat și a fost urmat de fratele său Ioan. 
Ioan a stabilizat situația internațională și a făcut pace. De asemenea, a vrut să restaureze parțial romano-catolicismul, dar ideea aceasta nu a fost pusă în aplicare. 
La moartea lui Ioan în 1592, i-a urmat la tron fiul său, Sigismund. Sigismund era deja domnitorul Uniunii Polono-Lituaniene, prin mama sa, și avea să domnească în Polonia între 1587 și 1632.  El a înființat o regență și a continuat să trăiască în Polonia. Aflând despre Sinodul de la Uppsala⁠(d), care în cele din urmă a proclamat doctrinele luterane în Suedia, s-a întors acasă pentru a protesta. El a descoperit că Riksdagul Stărilor⁠(d) îl detronase deja și îl înlocuise cu cel mai mic fiu al lui Gustav Vasa, unchiul său, Carol al IX-lea. A urmat un scurt război civil, pe care Sigismund l-a pierdut în 1598, după care el a părăsit țara, și nu s-a mai întors niciodată. 

## Înființarea dinastiei Vasa
În 1520, Stockholmul a fost cucerit de Christian al II-lea al Danemarcei și a devenit scena Băii de Sânge de la Stockholm.  În 1521, Gustav Eriksson, un nobil și rudă cu Sten Sture cel Bătrân⁠(d), a reușit să adune trupe din Dalarna, în nord-vestul Suediei, și ajutoare de la Lübeck, cu scopul de a-i învinge pe danezi. În august 1521, a fost ales monarh de către trupele lui. A început Războiul Suedez de Eliberare⁠(d), care a durat până la capturarea orașului Stockholm, în iunie 1523. Gustav Vasa și-a consolidat apoi domnia împotriva revendicărilor Danemarcei. 
În 1538 și 1558 au avut loc reforme fiscale, prin care s-au simplificat și standardizat multiple impozite complexe aplicate țăranilor liberi în întregul teritoriu; evaluările fiscale pe fiecare fermă erau ajustate pentru a reflecta capacitatea de plată. Veniturile Coroanei din impozite au crescut, dar, mai important, noul sistem a fost perceput ca fiind mai drept și mai acceptabil. Un război cu Lübeckul în 1535 a dus la expulzarea negustorilor hanseatici, care anterior dețineau monopol asupra comerțului exterior. Cu afaceriștii autohtoni la putere, forța economică a Suediei a crescut rapid, iar până în 1544 Gustavus avea sprijinul a 60% din fermele din toată Suedia. Suedia a construit acum prima armată modernă din Europa, susținută de un sistem fiscal sofisticat și de o birocrație guvernamentală funcțională. Gustav a proclamat coroana suedeză ereditară în familia sa, dinastia Vasa, care a domnit în Suedia (1523-1654) și în Polonia (1587-1668).
După moartea lui Gustav, a urcat pe tron fiul său cel mai mare, Eric al XIV-lea. Regența lui a fost marcată de intrarea Suediei în Războiul Livonian și în Războiul de Șapte ani al Nordului⁠(d), și relația reciprocă dintre tulburarea sa mentală și opoziția cu aristocrația, ceea ce a dus la crimele Sture⁠(d) (1567) și la întemnițarea fratelui său Ioan (al III-lea), care era căsătorit cu Ecaterina Jagiellonica, sora lui Sigismund al II-lea al Poloniei. O revoltă a magnatilor condusă de Ioan a condus la detronarea lui Eric și la venirea la domnie a lui Ioan, urmată de regența fiului lui Ioan, Sigismund. Sigismund însă nu a putut să-și apere tronul împotriva celui mai mic fiu al lui Gustav, Carol al IX-lea. 

## Reforma
La scurt timp după ce a preluat puterea în 1523, Gustav Vasa a adresat Papei de la Roma o cerere de confirmare a lui Johannes Magnus⁠(d) ca nou arhiepiscop al Suediei, în locul lui Gustav Trolle⁠(d), care a fusese oficial demis de Riksdagul Stărilor⁠(d) din cauza relațiilor sale cu danezii. Papa a refuzat inițial, dar a aprobat un an mai târziu. Magnus a fost pus atunci între regele adept al Reformei și episcopii catolici⁠(d). El a fost trimis într-o misiune diplomatică în Rusia în 1526, în timp ce regele a continuat reformarea. Magnus a călătorit și la Roma și a fost întronizat în 1533, dar nu s-a mai întors niciodată acasă. 

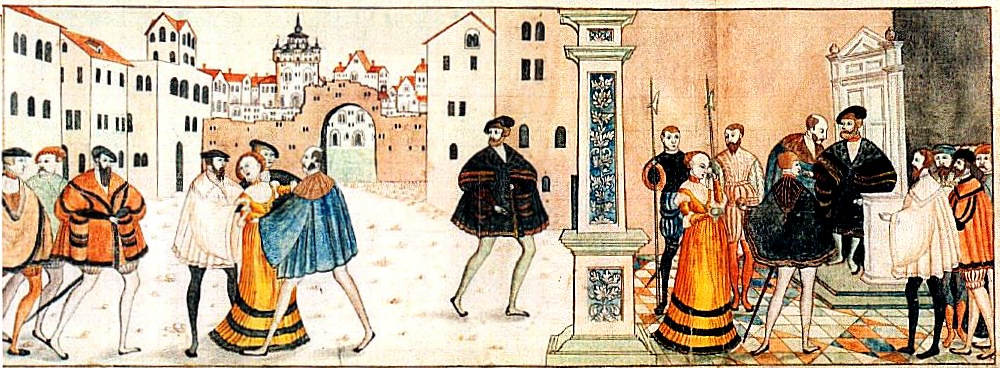
Imagine publicată și realizată în timpul domniei lui Gustav Vasa, ilustrându-l pe el (în îmbrăcăminte și pălărie de culoare brună închisă) capturând și supunând catolicismul (doamna în rochie portocalie).

Între timp, Gustav a suprimat toate tiparnițele catolice în 1526 și a luat două treimi din zeciuiala Bisericii pentru plata datoriei naționale (datorată soldaților germani care l-au ajutat să ajungă pe tron). În 1529, el a convocat o întâlnire bisericească la Örebro. Fără a se rupe oficial de Roma, toate riturile catolice au fost declarate a fi doar simbolice, dar au fost păstrate. Sprijinul catolicilor a rămas în continuare puternic în întreaga țară, iar Gustav prefera să facă pași mărunți, mai întâi prin răspândirea educației despre Reformă.
Ultimul pas a fost făcut în 1531, când Gustav Vasa a anunțat că Laurentius Petri⁠(d) va fi noul arhiepiscop de Uppsala⁠(d) și al Suediei. Laurentius și fratele său, Olaus⁠(d), împreuna cu Mikael Agricola din Österland⁠(d) (Finlanda de astăzi), au scris și au tipărit texte luterane în deceniile următoare. Opoziția era încă puternică și nici Gustav, nici succesorul său Eric al XIV-lea nu au îndrăznit să facă reforme radicale. O ordonanță completă a bisericii luterane nu a fost prezentată decât prin Ordonanța din 1571 a Bisericii Suedeze⁠(d), elaborată în Riksdag în 1591, cu o declarație de credință⁠(d) finalizată de către Sinodul de la Uppsala⁠(d) în 1593. 

### Răscoale țărănești
Gustav a trebuit să se confrunte cu șase răscoale țărănești între 1525 și 1543, terminând cu suprimarea războiului lui Dacke⁠(d). În toate aceste rebeliuni, problema religioasă se regăsea în mare măsură, deși povara fiscale crescânde erau fără îndoială cauza principală, iar țăranii aveau, în plus, și alte nemulțumiri. Confiscarea și degradarea pe scară largă a proprietăților bisericești i-au indignat pe țărani, care au protestat oficial împotriva introducerii „lutheriei”. Ei au insistat asupra restaurării vechilor obiceiuri catolice.

### Încercări de reunificare catolică
Sub Eric al XIV-lea, Reforma din Suedia a continuat pe aceleași linii ca în timpul domniei tatălui său, păstrând toate vechile obiceiuri catolice care nu erau considerate contrare Scripturii. După anul 1544, când Conciliul de la Trent a declarat în mod oficial că Biblia și tradiția sunt surse autoritare la fel de importante pentru întreaga doctrină creștină, contrastul dintre învățătura veche și cea nouă a devenit și mai evident; și în multe țări a apărut un partid de mijloc care viza un compromis prin revenirea la Biserica Părinților.  Regele Ioan al III-lea al Suediei, cel mai învățat dintre regii Vasa și, într-o oarecare măsură, expert teolog, a fost în mare măsură influențat de aceste puncte de vedere conciliante. De îndată ce a urcat pe tron, a luat măsuri pentru a aduce Biserica Suediei înapoi la „Biserica Apostolică primitivă și la credința catolică suedeză”; și, în 1574, a convins un sinod, adunat la Stockholm, să adopte anumite articole redactate de el însuși.  În februarie 1575, o nouă ordonanță a Bisericii, prin care se apropia și mai mult de Biserica patristă, a fost prezentată altui Sinod și acceptată, dar fără prea mult entuziasm. În 1576 a fost emisă o nouă Liturghie pe modelul misalului roman, dar cu modificări considerabile.
În ciuda opoziției ducelui Carol și a ultra-protestanților, aceste măsuri au fost adoptate de Riksdagul Stărilor⁠(d) în 1577.  Ei au încurajat foarte mult partida catolică din Europa, iar Ioan al III-lea a fost în cele din urmă convins să trimită o solie la Roma pentru a deschide negocierile pentru reuniunea Bisericii suedeze cu Sfântul Scaun. Dar, deși iezuitul Antonio Possevino a fost trimis la Stockholm pentru a finaliza convertirea lui Ioan, acesta consimțea să accepte catolicismul numai în anumite condiții care nu au fost niciodată îndeplinite și singurul rezultat al tuturor acestor negocieri subterane a fost de a-i ațâța pe protestanți și mai mult împotriva noii liturghii, a cărei utilizare de către fiecare congregație din regat, fără excepție, a fost totuși decretată de Riksdag din 1582.
În această perioadă ducele Carol și prietenii lui protestanți erau clar depășiți numeric de promotorii concilierii. Cu toate acestea, imediat după moartea regelui Ioan, Sinodul de la Uppsala⁠(d), convocat de ducele Carol, a respins noua Liturghie și a făcut o declarație de credință anti-catolică, la 5 martie 1593. Sfânta Scriptură și cele trei crezuri primitive au fost declarate a fi adevăratele baze ale credinței creștine și s-a adoptat confesiunea de la Augsburg . 

### Reacția lui Sigismund
Când Sigismund a aflat despre Sinodul de la Uppsala⁠(d) din 1593, el a considerat-o o încălcare a prerogativei lui. La sosirea sa în Suedia a încercat inițial să câștige timp confirmând ceea ce se făcuse deja; dar agresivitatea facțiunii protestante și persistența ducelui Carol au făcut ca războiul civil să fie inevitabil. În bătălia de la Stångebro⁠(d), din 25 septembrie 1598, lupta a fost decisă în favoarea lui Carol și a protestanților. Sigismund a fugit din Suedia, nu s-a mai întors niciodată, iar pe 19 martie 1600, Riksdagul de la Linköping l-a proclamat rege pe duce sub titulatura de Carol al IX-lea al Suediei. S-a proclamat pierderea definitivă a coroanei suedeze de către Sigismund și de urmașii săi, coroana urmând să treacă exclusiv la la moștenitorii lui Carol.

## Afaceri externe
Suedia a avut foarte puțină interacțiune independentă în străinătate, în timp ce era angajată în Uniunea de la Kalmar, iar prima domnie a lui Gustav nu viza mai mult decât auto-conservarea.  În timp ce era dator negustorilor din Lübeck, el s-a folosit de ajutorul Danemarcei pentru a se elibera de această înțelegere printr-un armistițiu la 28 august 1537. Astfel, Suedia, pentru prima dată în istoria sa, a devenit stăpâna propriilor ape. Dar hegemonia Danemarcei era incontestabilă, iar Gustav o privea cu suspiciune. Când Suedia s-a retras din Uniunea de la Kalmar, Danemarca și Norvegia au intrat în propria lor uniune (vezi Danemarca-Norvegia), iar regele danez Christian al III-lea a continuat să poarte pe stema lui însemnele Suediei cu cele trei coroane⁠(d), indicând revendicarea suveranității asupra acestei țări.
Atitudinea vecinului estic al Suediei, Rusia, cu care regele suedez era dornic de relații bune, era și ea belicoasă. Gustav îl bănuia pe Ivan al IV-lea al Rusiei, ale cărui resurse le-a supraestimat nejustificat, de o dorință de a forma o monarhie universale în jurul Mării Baltice, și a condus un război neconcludent⁠(d) împotriva lui în 1554-1557.

### Primele lupte
În cele din urmă, Suedia a părăsit neutralitatea și a pus bazele imperiului său de peste ocean. În ultimul an al vieții lui Gustav, din 1560, teritoriul vechiului Ordin Livonian, secularizat în cadrul Ducatului Prusiei în 1525, devenise izolat între slavii ostili. Situația a devenit critică în 1558-1560, când muscalii au cotropit țara, amenințând cu distrugerea întregii provincii.
În disperarea sa, ultimul maestru al ordinului, Gotthard von Kettler, a făcut apel la vecinii săi civilizați să-l salveze. Eric a venit pe tron până în octombrie 1560, și deja mai târziu în același an a angajat Suedia în Războiul Livonian. În martie 1561, sfatul orășenesc din Reval a capitulat în fața Suediei și a devenit un avanpost al cuceririi suedeze în zonă. Din acest moment, Suedia a fost forțată să continue o politică combativă și agresivă, deoarece retragerea ar fi însemnat ruinarea comerțului său în Marea Baltică.
Eric al XIV-lea a împiedicat și planurile daneze de a cuceri Estonia și a adăugat însemnele Norvegiei și Danemarcei la propria stemă. Lübeckul, deranjat de obstacolele pe care Eric le-a introdus pentru a împiedica comerțul cu Rusia și a retras privilegiile comerciale, s-a alăturat Danemarcei într-o alianță de război. Polonia a aderat și ea, dornică să controleze comerțul din Marea Baltică. 

### Adâncirea implicărilor
La Bornholm, la 30 mai 1563, flota daneză a tras asupra celei suedeze. A izbucnit o bătălie care s-a încheiat cu înfrângerea danezilor. Soli regali germani au fost trimiși să negocieze o pace, dar la locul de întâlnire din Rostock suedezii nu s-au prezentat. La 13 august 1563, solii Danemarcei și Lübeckului au declarat război la Stockholm. A izbucnit așa-numitul Război de Șapte ani al Nordului⁠(d), cu un atac agresiv pe uscat și pe apă. Eric a continuat imperturbabil războiul până când nebunia sa din 1567 a oprit luptele suedezilor. El a fost detronat în 1568 și înlocuit de Ioan, care a făcut încercări de pace, care au reușit în cele din urmă prin Tratatul de la Stettin⁠(d) în 1570. 
Ioan a intrat apoi într-o alianță anti-rusească cu Ștefan Báthory al Poloniei în 1578. Războiul dintre Rusia și Suedia pentru posesia asupra Estoniei și Livoniei (1571-1577) a fost un permanent dezastru pentru Suedia și, la începutul anului 1577, o oaste rusească nenumărată și-a făcut tabăra la zidurile Revalului.
Cu ajutorul lui Bathory totuși, balanța războiului s-au înclinat curând în direcția opusă. La șase luni după pacea umilitoare cu monarhul polonez, Ivan al IV-lea era bucuros să încheie un nou armistițiu cu Suedia, tot pe bazele uti possidetis la Plussa, la 5 august 1592. Războiul a fost reluat de ruși⁠(d) de îndată ce armistițiul a expirat, ceea ce a condus la Tratatul de la Teavzino⁠(d), mult mai puțin avantajos pentru Suedia.

### Relațiile cu Sigismund și cu Polonia
Ducele Sigismund al Suediei, fiul lui Ioan al III-lea, a fost crescut de mama sa în religia catolică.  La 19 august 1587, el a fost ales rege al Poloniei. Șaisprezece zile mai târziu, articolele de la Kalmar, semnate de Ioan și Sigismund, au reglementat relațiile viitoare dintre cele două țări, după ce Sigismund ar fi urmat să-l succeadă pe tatăl său ca rege al Suediei. Articolele celor două regate urmau să se afle într-o alianță perpetuă, dar fiecare dintre ele trebuia să-și păstreze propriile legi și obiceiuri. Suedia urma să se bucure, de asemenea, de religia sa, sub rezerva unor modificări pe care le-ar fi putut aduce Consiliul de Coroană⁠(d); dar nici papa, nici consiliul nu trebuia să pretindă sau să-și exercite vreun drept de a-l elibera pe Sigismund de obligațiile sale față de supușii săi suedezi. În timpul absenței lui Sigismund din Suedia, acest regat urma să fie condus de șapte suedezi, șase aleși de rege și unul de unchiul său, ducele Carol de Södermanland, liderul protestanților suedezi. În Suedia, în timpul absenței regelui, nu trebuia să se perceapă nicio nouă taxă, dar Suedia nu a fost niciodată administrată din Polonia. Orice modificări necesare în aceste articole au fost făcute doar cu consimțământul comun al regelui, al ducelui Carol, al Stărilor Generale și al nobilimii suedeze. 